# Arc (Webbrowser)
Arc ist ein Webbrowser, der von The Browser Company entwickelt wird, einem Start-up, das von Josh Miller und Hursh Agrawal gegründet wurde. Arc wurde am 19. April 2022 veröffentlicht, nachdem es eine geschlossene Betaphase durchlaufen hatte. Arc ist für macOS, iOS und Windows verfügbar.
Arc zielt darauf ab, als Betriebssystem für das Web zu fungieren und versucht, die Webbrowsing-Erfahrung mit integrierten Anwendungen und Funktionen zu verbinden. Dazu gehören sogenannte „Boosts“, eine Funktion, mit der Nutzer die Darstellung einer Website ähnlich wie mit Browsererweiterungen kosmetisch anpassen können. Im Gegensatz zu vielen anderen Browsern verwendet Arc vertikale Tabs, die sich in einer Seitenleiste befinden. Die Seitenleiste enthält die gesamte Browser-Funktionalität außer dem Browserfenster selbst.
Arc basiert auf Chromium und ist in Swift geschrieben. Es unterstützt Chrome-Browsererweiterungen und verwendet standardmäßig die Google-Suche.

## Geschichte
Arc wurde von The Browser Company entworfen, einem 2019 in New York City gegründeten Start-up-Unternehmen von Josh Miller und Hursh Agrawal.
Der Browser wurde am 19. April 2022 mit einer Ankündigung auf Twitter veröffentlicht. Zuvor durchlief er eine Beta, an der etwa 100 Tester beteiligt waren, die durch eine Vertraulichkeitsvereinbarung gebunden waren. Nutzer können den Browser nur nach der Registrierung eines Arc-Kontos mit einer E-Mail-Adresse verwenden.
Im Dezember 2024 erklärte Josh Miller, dass die Entwicklung neuer Funktionen für den Arc-Browser bereits vor einem Jahr zugunsten des zweiten Browsers Dia eingestellt wurde, da Arc für viele Nutzer zu komplex sei. Mit Dia soll ein Produkt geschaffen werden, das eine breitere Nutzerbasis anspricht.

## Funktionen
Arc verwendet eine Seitenleiste, um alle Teile des Browsers außer dem Anzeigebereich zu beinhalten – inklusive Suchleiste, Tab-Liste und Lesezeichen. Die Seitenleiste enthält auch Bedienelemente für die Audiowiedergabe, auf die auch dann zugegriffen werden kann, wenn der entsprechende Tab nicht angezeigt wird. Diese Funktionalität funktioniert auch mit Videokonferenz-Software wie Google Meet.
Die in Arc vorhandene Suchleiste ähnelt in Funktionalität und Design Apples Spotlight-Funktion. Sie kann zum normalen Suchen nach Websites und URLs verwendet werden, ermöglicht aber auch das Anheften von Tabs, Duplizieren von Tabs und den Zugriff auf den Browserverlauf. Arc enthält einen optionalen integrierten Werbeblocker und The Browser Company gibt an, keine Nutzersuchdaten zu teilen.
Tabs in Arc können in „Spaces“ organisiert werden – geordnete Tab-Bereiche, die unterschiedliche Designs und Browser-Profile haben können. Tabs in Spaces können in einer geteilten Ansicht mit bis zu vier Tabs pro Fenster angezeigt werden. Tabs können auch angeheftet werden, wodurch sie in einem beschrifteten Bereich der Seitenleiste abgelegt werden. Nicht angeheftete Tabs verschwinden nach einer gewissen Zeit (einstellbar oder deaktivierbar), können aber im „Archivierte Tabs“-Bereich abgerufen werden. Tabs können auch umbenannt werden.
Arc beinhaltet mehrere integrierte Anwendungen, darunter eine „Easel“-Funktion, die zum Sammeln von Webseiten-Screenshots und URLs genutzt werden kann. Easels umfassen Werkzeuge zum Schreiben und Zeichnen. Easels können privat gehalten, mit anderen Personen zur Zusammenarbeit geteilt oder online gepostet werden.
Abgesehen von den integrierten Anwendungen hat Arc auch Integrationen mit anderen Web-Apps wie Notion, Gmail und Google Kalender.
Mit der „Boosts“-Funktion können Nutzer anpassen, wie sie Websites sehen. Ursprünglich im Juli 2022 hinzugefügt, funktionieren Boosts ähnlich wie Browser-Erweiterungen, erlauben dem Nutzer aber eine vollständige Anpassung mit CSS, HTML und JavaScript. Ein Update für Boosts 2023 fügte eine vereinfachte Oberfläche hinzu, mit der Farben, Schriftarten geändert und Abschnitte mit der „Zap“-Funktion entfernt werden können. Boosts (aus Sicherheitsgründen ohne JavaScript) können mit anderen Nutzern geteilt werden. The Browser Company pflegt eine Galerie der angezeigten Boosts.
Die „Air-Traffic-Control“-Funktion von Arc erlaubt Nutzern unter macOS, auszuwählen, in welchem Space ein spezifischer Link geöffnet wird. Nutzer können eine „Route“ erstellen, die definiert, in welchem Space der Link geöffnet wird, wenn er von einer externen Quelle aus geöffnet wird.
Im Februar 2024 kündigte The Browser Company die Einführung von KI-gestützten Funktionen an. Die erste Funktion, „Instant Links“, die am selben Tag gestartet wurde, ermöglichte es Nutzern, mehrere Links sofort durch eine KI-gestützte Suche nach der Benutzeranfrage zu öffnen, anstatt über eine Suchmaschine zu den Seiten zu gelangen.

## Arc Search
In der Ankündigung im Februar 2024 wurde auch Arc Search erwähnt, eine neue App, die vier Tage zuvor veröffentlicht wurde. Die App enthält eine „Browse-for-Me“-Funktion, die KI nutzt, um Webseiten im Zusammenhang mit der Benutzeranfrage zu lesen und daraus eine neue Seite mit Zitaten, Zusammenfassungen und eingebetteten Videos zu erstellen. Die App hat auch einen integrierten Werbeblocker mit Dauerblockierung von Anzeigen, Trackern, DSGVO-Popups und Bannern.
Seitdem wurden Arc Search weitere Funktionen wie „Pinch to Summarize“ hinzugefügt, bei der Arc Search Webseiten zusammenfassen kann.